# Celebothemis delecollei
Celebothemis delecollei is een libellensoort uit de familie van de korenbouten (Libellulidae), onderorde echte libellen (Anisoptera).
De wetenschappelijke naam Celebothemis delecollei is voor het eerst geldig gepubliceerd in 1912 door Ris.